# Katsuya Maiguma
Katsuya Maiguma (japanisch 毎熊 克哉; geb. am 28. März 1987) ist ein japanischer Schauspieler.
Katsuya zog nach der Oberschule nach Tokio, um Filmregisseur zu werden, und studierte an der Tokyo Broadcasting Arts & Film and Actor Vocational School. Später studierte er Schauspiel und gab 2010 sein Filmdebüt in Bokkusu. Sein Filmschaffen umfasst mehr als 50 Produktionen. 2018 verkörperte er die Figur des Meguro in den Erotikdramen Be My Slave 2 und Be My Slave 3, die auf der populären Romanvorlage basieren.

## Filmographie (Auswahl)
- 2018: Be My Slave 2
- 2018: Be My Slave 3